# سعد الياسري
سعد الياسري شاعر وكاتب عراقي. صدرت له سبع مجموعات شعرية، ومقالات في مجالات الأدب والثقافة والسياسة في مختلف الدوريات والصحف العربية.

## حياته و نشأته
ولد بالقاهرة، مصر عام 1974. ودرس في مدارس وجامعات العراق وبولندا وليبيا، ليحصل على بكالوريوس صحافة وفنون إعلامية من جامعة طرابلس (الفاتح سابقاً) عام 1999-2000.

## مؤلفاته

### 2000 - 2010
| الاسم                       | دار النشر                                  | تاريخ النشر | عدد الصفحات | ردمك ISBN            | المصدر      |
| --------------------------- | ------------------------------------------ | ----------- | ----------- | -------------------- | ----------- |
| منسأتي                      | الدار العربية للعلوم ناشرون - بيروت، لبنان | 2005        | 168         | (ردمك 9799953299135) | [ 3 ] [ 4 ] |
| ليس ينجيك المسير            | دار الخيال - بيروت، لبنان                  | 2007        | 158         | (ردمك 9782130731797) | [ 5 ] [ 6 ] |
| أعادت ترسيم المعنى.. بخلخال | دار الخيال - بيروت، لبنان                  | 2008        | 119         | (ردمك 9789953073330) | [ 7 ]       |

### 2010 - 2020
| الاسم                                                                | دار النشر                                    | تاريخ النشر | عدد الصفحات | ردمك ISBN              | المصدر        |
| -------------------------------------------------------------------- | -------------------------------------------- | ----------- | ----------- | ---------------------- | ------------- |
| غفوة في نمش الكتفين                                                  | دار الغاوون - بيروت، لبنان                   | 2011        | 112         | غير متوفر              | [ 8 ] [ 9 ]   |
| كشاعر سعيد كطاغية يبتسم                                              | دار نون للنشر - رأس الخيمة، الإمارات         | 2012        | 140         | (ردمك 9789948167907)   | [ 10 ] [ 11 ] |
| الكرمة (أحد عشر نخباً لتبجيل الطين وأحواله)                           | مسعى للنشر والتوزيع - الكويت                 | 2013        | 80          | (ردمك 139789995870102) | [ 12 ]        |
| أحصي الجميلات والقتلى بالأصابع نفسها                                 | مسارات للنشر والتوزيع (مرايا لاحقًا) - الكويت | 2015        | 116         | (ردمك 9789996690082)   | [ 13 ] [ 14 ] |
| ما يكفي لتأبين طائر (جمع وتقديم مختارات الشاعر دخيل الخليفة الشعرية) | منشورات تكوين - الكويت                       | 2018        | 192         | (ردمك 9789921723144)   |               |

2020 - 2030
| الاسم  | دار النشر              | تاريخ النشر | عدد الصفحات | ردمك ISBN            | المصدر |
| ------ | ---------------------- | ----------- | ----------- | -------------------- | ------ |
| المجيء | منشورات تكوين - الكويت | 2021        | 172         | (ردمك 9789921723953) |        |

## قصائد مشهورة
- لو كان لي وطنُ
- يتقاطرون
- المجيء (نص طويل) جائزة الشيخ زايد للكتاب - القائمة الطويلة لفرع "الآداب" لعام 2023-2024
- الكرمة (نص طويل)
- المزامير
- قُبلة أو قُبلتان
- الشوق وباقي الأشياء العادية
- اليوميات (نص طويل)
- في مديحها
- سادن الوجد